# Erstmal Für Immer
Erstmal Für Immer är det tyska pop-/rockbandet Team Blenders första och enda studioalbum, utgivet 2007 på skivbolaget Burning Heart Records.

## Låtlista
1. "Keine Zeit"
2. "Nur Wir Zwei"
3. "Satellit"
4. "Sieger"
5. "OK"
6. "Lügen"
7. "Robotermann"
8. "Unsterblich"
9. "Stagnation"
10. "Tage Ohne Ziel"
11. "Allein"
12. "Fliegen"

### Fotnoter
1. ↑  ”Erstmal Für Immer”. Svensk mediedatabas. http://smdb.kb.se/catalog/search?q=team+blender&x=0&y=0. Läst 1 maj 2012.